# Берсенєв Володимир Андрійович
Володимир Андрійович Берсенєв (*26 жовтня 1945, Курессааре, Естонія) — кандидат медичних наук, заслужений лікар України, лікар-невропатолог вищої категорії, прозаїк. Засновник Інституту проблем болю і Медичного центру Берсенєва [Архівовано 6 березня 2019 у Wayback Machine.] (м. Київ), автор метамерного методу [Архівовано 6 березня 2019 у Wayback Machine.] лікувального впливу. Автор наукових праць, монографій, науково-популярних книг та  статей, присвячених больовим синдромам і віковій невропатології, а також дитячій неврології. Роботи видані українською, російською та англійською мовами. Володимир Берсенєв — член Національної спілки письменників України.
Протягом 50 років В. А. Берсенєв проводив фундаментальні дослідження з вивчення закономірностей нейрометамерної іннервації тіла людини, на базі чого розроблені технології ефективної та гарантованої лікувальної допомоги хворим з хронічними больовими синдромами, а також дітям зі стійкими патологічними станами (церебральним паралічем). За цей час лікування отримали більш ніж 80000 чоловік із 60 країн світу.

## Біографія
Народився в сім'ї військовослужбовця. До юнацьких років родина проживала в Естонії в містах Таллінн та Кохтла-Ярве.
В 1960 році сім'я переїхала до Росії в місто Архангельськ.
В 1962 році вступив до Архангельського медичного інституту.
На 5 курсі навчання медичного інституту пройшов військово-морську підготовку в Червонозоряному Північному флоті (місто Сєвєроморськ-3) та отримав звання капітана-лейтенанта запасу.
В 1968 році закінчив медичний інститут з відзнакою та продовжив навчання в аспірантурі.
В 1970 році закінчив аспірантуру та працював асистентом кафедри в медичному інституті, в тому ж році захистив кандидатську дисертацію в м. Львів.
В 1971 році обраний секретарем комітету комсомолу ВЛКСМ медичного інституту, в 1973 році був обраний секретарем Архангельського обласного комітету ВЛКСМ.
У 1975—1978 роках – займався науково-педагогічною діяльністю в Архангельському медичному інституті. Працював на посаді асистента на кафедрі.
В 1978 році був запрошений урядом України працювати до Києва та почав працювати старшим науковим співробітником в Київському НДІ отоларингології, де очолив науковий підрозділ, який займався нейровегетологією.
У 1981—1988 роках працював завідувачем лабораторії нейровегетології та проблем болю в Київському науково-дослідному інституті ортопедії та очолив НДП «Відділ-УМЗ», який входив до групи найважливіших функціональних та прикладних досліджень Президії Академії наук і військово-промислової комісії при Раді Міністрів СРСР. За цей час було проведено ряд досліджень в області патології вегетативної нервової системи, лікуванні больових синдромів, регенерації нервової системи. В результаті проведених досліджень був створений новий науковий напрямок медицини, який докорінно покращив ефективність лікування в дитячій неврології, лікуванні хронічних больових синдромів при остеохондрозі, покращив якість життя людей третього віку.
У 1988—1993 роках очолював Київську філію Харківського НДІ неврології та психіатрії.
У першій половині 90-х років працював у провідних клініках Західного Берліну і Женеви, проте всі досягнення в науці та практичній медицині пов'язані з Києвом.
У 1995 році заснував і очолив перший в Україні приватний науковий медичний підрозділ — Інститут проблем болю. Теоретичні положення дозволили лікарю за відносно короткий проміжок часу створити ефективні та безпечні методи лікувального впливу.
У 2014 році відкрився новий лікувальний заклад — «Медичний центр Берсенєва» за адресою: Київ, вул. Бульварно-Кудрявська (тоді Воровського), 10-Б.

## Наукова основа
Результати досліджень В. А. Берсенєва мають визнану наукову новизну. Вони захищені 24 патентами.
Опубліковано 12 наукових монографій.
Крім лікування, лікар присвятив своє життя написанню медичної літератури для населення. В його книгах в простій та доступній формі викладені основні проблеми зі здоров'ям та дані рекомендації щодо його зміцнення. Висвітлені  такі проблеми здоров'я, як болі в спині, згущення крові, зайва вага, цукровий діабет, невралгія трійчастого нерва, спондилоартроз, спондильоз, також книги для сім'ї, в якій росте дитина з неврологічною недостатністю та багато інших. Видано 99 науково-популярних видань.

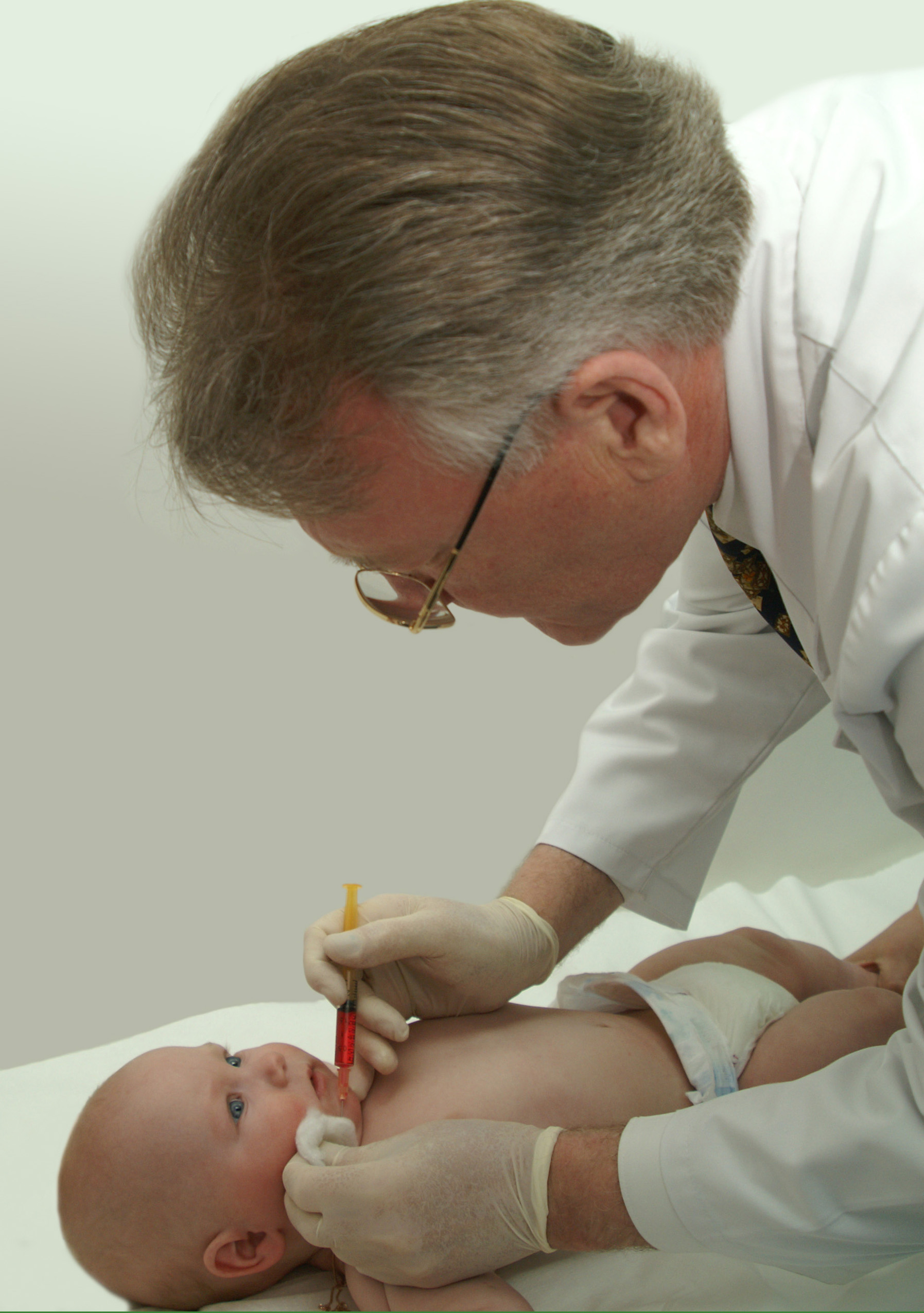
В. А. Берсенєв та дитина

Для пацієнтів розроблені індивідуальні програми для успішного лікування вже 207 неврологічних синдромів, що супроводжують захворювання хребта.

## Науково-популярні видання
- Этот многоликий остеохондроз, К.: СМП «АВЕРС», 2000,12 с.
- Один обед от семи бед. Пища как заменитель таблеток и пилюль. К.:СМП «АВЕРС», 2000, 12 с.
- С ложкой и вилкой наперевес — против болезней. Питание ребёнка с неврологической недостаточностью и неврологической патологией. К.: СМП «АВЕРС», 2000, 12 с.
- «Диета для мозга». К.: СМП «АВЕРС», 2000, 12 с.
- Диета для скелета. Пища как лекарство при остеохондрозе позвоночника. К.: СМП «АВЕРС», 2000, 12 с.
- В самую точку. Секреты метамерного точечного массажа. К.: СМП «АВЕРС», 2000, 20 с.
- Гимнастикой — по радикулиту. Профилактика и лечение пояснично-крестцового остеохондроза с помощью гимнастики. К.: СМП «АВЕРС», 2000, 16 с. (соавт. С. Лысак).
- Территория метамера. Сложные проблемы медицины и метамерные методы лечебного воздействия. К.: СМП «АВЕРС», 2000, 32 с.
- Боль (Селекция по-лысенковски и её отражение в зеркале прессы). К.: СМП «АВЕРС», 2000, 32 с.
- Трудное детство нервной системы.  Книга I. Врагу не пожелаешь. «АВЕРС», 2000, 44 с.
- Всё о человеке и его организме. Цифры, таблицы, графики. К.: 2000, ЗАТ «Випол», 36 с.
- Лекарства, которые лечат. Стратегические лекарственные препараты для восстановления нервной системы. К.: ЗАТ «Випол», 2000, 44 с.
- Обжалованию подлежит! Метамерная стратегия лечебной и реабилитационной помощи в нейропедиатрии. К.: СМП «АВЕРС», 2000, 32 с.
- Дієта для скелета. К.: СМП «АВЕРС», 2001, 12 с.
- Один обід від семи бід. К.: СМП «АВЕРС», 2001,12 с.
- Повільне, проте радикуліту. К.: СМП «АВЕРС», 2001, 16 с.
- Оскарженню підлягає! К.: СМП «АВЕРС», 2001, 32 с.
- Гімнастикою — по радикуліту. К.: СМП «АВЕРС», 2001, 16 с.
- Бережи честь змолоду, а поперек — усе життя. К.: СМП «АВЕРС», 2001, 12 с.
- Цей багатоликий остеохондроз. К.: СМП «АВЕРС», 2001,12 с.
- Дієта для мозку. К.: СМП «АВЕРС», 2001, 12 с.
- Трудное детство нервной системы. Книга II. Чем раньше — тем лучше. Диагностика состояния нервной системы ребёнка. К.: СМП «АВЕРС», 2001, 24 с.
- Трудное детство нервной системы. Книга III. Многоликая гидра. Клиническая картина патологических состояний в нейропедиатрии. К.: СМП «АВЕРС», 2001, 24 с.
- Трудное детство нервной системы. Книга IV. Назойливые спутники. Частные вопросы детского церебрального паралича. К.: СМП «АВЕРС», 2001, 24 с.
- Трудное детство нервной системы. Книга V. В каждой строчке — только точки. Проблемы речи в педиатрии. К.: СМП «АВЕРС»,  2001, 24 с.
- В самую точку. Секреты метамерного точечного массажа. К.: СМП «АВЕРС», 2001, 20 с. Два издания.
- Медленно, но верно. Ликвидация грыж межпозвонковых дисков с помощью метамерных технологий. К.: СМП «АВЕРС», 2001, 16 с.
- Сохраняю самообладание. I-я часть документальной повести. К.:  журнал «Радуга» № 5–6, 2001. — С. 51–142.
- Разделяй и …явствуй. Размышления о пользе раздельного питания. К.: СМП «АВЕРС», 2001, 12 с.
- Трудное детство нервной системы. К.: СМП «АВЕРС», 2001, 272 с.
- Присядем перед дорогой. К.: СМП «АВЕРС», 2001, 12 с.
- Важке дитинство нервової системи. К.: СМП «АВЕРС», 2002, 272 с.
- Біль у спині. К.: СМП «АВЕРС», 2002, 160 с.
- Беседы о боли. К.: СМП «АВЕРС», 2002, 40 с. Владимир Берсенев.
- Боль в спине. К.: СМП «АВЕРС», 2002, 160 с.
- Хочешь выздороветь — прилагай усилия. Памятка пациента. К.: СМП «АВЕРС», 2002, 12 с.
- Slowly, But Steadily. Киев: СМП «Аверс», 2002, англ., 20 с.
- Metamere Territory. Киев: СМП «Аверс», 2003, англ., 32 с.
- Pain Talk.  Киев: СМП «Аверс», 2003, англ., 40 с.
- За обеденный стол — вместе с калькулятором. Беседы о питании. К.: СМП «АВЕРС», 2003, 12 с.
- Тримаю удар. Автобіографічна повість. К.: «Ярославів Вал», 2003,126 с.
- В самую точку. Издание 3-е, дополненное. К.: СМП «АВЕРС»,  2003, 24 с.
- Страхи и ужасы. Постоянные спутники остеохондроза шейного отдела позвоночника. К.: СМП «АВЕРС», 2003, 48 с.
- Диета для мозга. Питание пациента с неврологической недостаточностью и неврологической патологией. К.: СМП «АВЕРС», 2003, 58 с.
- Нелёгкая походка. Беседы о боли в тазобедренном суставе. К.: 2003, СМП «АВЕРС», 152 с.
- Позвоночник и боль. Переиздание книги «Боль в спине», расширенное и дополненное. К.: СМП «АВЕРС», 2003, 302 с.
- Искусству врачей пособляют каменья. Кристаллотерапия (метамерный анализ). К.: СМП «АВЕРС», 2003, 44 с., (2-е издание — 2006).
- Больные дети — больное будущее. К.:  СМП «АВЕРС», 2003, 36 с.
- Беседы о боли. 2-е издание. К.: СМП «АВЕРС», 2004, 40 с.
- Сохраняю самообладание. Часть 2-я. К.: журнал «Радуга» № 9, 2004, –             С. 64 –111.
- Сохраняю самообладание. Часть 3-я. К.: журнал «Радуга» № 10, 2004, — С. 73 –121.
- Мистецтву лікарів допорають камені. Кристалотерапия (метамерний аналіз). К.: «Ярославів Вал», 2004, 82 с.
- Будьте здоровы! К.: СМП «АВЕРС», 2005, 20 с.
- Семь шагов за горизонт. Беседы о причинах заболевания мозга ребёнка, об их предупреждении. К.: СМП «АВЕРС», 2005, 120 с.
- Сохраняю самообладание. Документальная повесть в новеллах. К.: издательство журнала «Радуга», 2005, 278 с.
- Присядем перед дорогой, второе издание. К.: СМП «АВЕРС», 2005, 32 с.
- Осанна осанке. Позвоночник и здоровье. К.: СМП «АВЕРС», 2005, 60 с.
- How to get rid of back pain for good. К.: СМП «Аверс»,  2007, анг.,16 с.
- Сто миллиардов — в пожизненное пользование. Как сохранить и восстановить работоспособность мозга. К.: СМП «АВЕРС», 2006, 60 с.
- Талия и живот. Как сохранить в норме массу тела. К.: СМП «АВЕРС», 2006, 80 с., (второе издание — 2007).
- Вашему горю можно помочь, но это удастся только с вашим участием! К.: СМП «АВЕРС», 2006, 40 с.
- Как навсегда избавиться от боли в спине. Метамерное лечение грыж межпозвонковых дисков. К.: СМП «АВЕРС», 2006, 16 с.
- Противоболевой кабинет и традиции отечественной медицины. Размышления практикующего невропатолога с тремя отступлениями от основной темы. К.: СМП «АВЕРС», 2006, 84 с.
- Понтий Пилат. Выписки из «истории болезни». К.: СМП «АВЕРС», 2006, 44 с.
- Защити свою спину. Тридцать три несчастья позвоночника. Как от них уберечься? Как избавиться? К.: СМП «АВЕРС», 2006, 80 с.
- Островки невезения. Диабет: профилактика и лечение. К.: СМП «АВЕРС», 2007, 116 с.
- Позвоночник и боль. 3-е издание, исправленное, расширенное и дополненное. К.: СМП «АВЕРС», 2007, 416 с.
- Лечение на курорте и курорт на дому при заболеваниях опорно-двигательного аппарата.  К.: изд-во «Ярославів Вал», 2007, 231 с.
- Мифы и тайны великого таинства. К.: СМП «АВЕРС», 2008, 56 с.
- Лечебник для семьи, в которой растёт ребёнок с неврологической недостаточностью. К.: СМП «АВЕРС», 2008, 558 с.
- Мучительные синдромы. К.: СМП «АВЕРС», 2009, 20 с.
- Лечебник для третьего возраста. Часть I. К.: СМП «АВЕРС», 2009, 288 с.
- Лечебник для третьего возраста. Часть II. К.: СМП «АВЕРС», 2009, 288 с.
- Автографы на спине. Осложнённые формы остеохондроза позвоночника. К.: СМП «АВЕРС», 2009, 27 с.
- Честь имею. Донецк. Издатель Заславский А. Ю., 2009, — 80 с.
- Проснись и пой. К.: СМП «АВЕРС», 2009, 24 с.
- Защити свою спину. Издание 2-е, дополненное. К.: СМП «АВЕРС», 2009, 76 с.
- Лечение на курорте и курорт на дому. Издание 2-е, исправленное, расширенное и дополненное. К.: СМП «АВЕРС», 2009, 320 с.
- Позвоночник и боль. К.: СМП «АВЕРС», 2010, 544 с.
- Умственная отсталость. К.: СМП «АВЕРС», 2010, 12 с. (соавт. В. О. Кулик).
- Градиентные рефлексогенные зоны. Киев: СМП «Аверс», 2010, 31 с.
- Лечебник для третьего возраста. К.: СМП «АВЕРС», 2010, 704 с.
- Лечебник для семьи, в которой растёт ребёнок с неврологической недостаточностью. К.: СМП «АВЕРС», 2011, 624 с.
- Кладезь опыта и знаний. К.: СМП «АВЕРС», 2012,160 с.
- Тяжёлое наследие войны. Спондилёз, спондилоартроз, остеохондроз. К. Саммит-Книга, 2013, 192 с.
- Моя метамерия.  К. Саммит-Книга, 2014, 304 с.
- Метамерная теория медицины. К. Саммит-Книга, 2014, 40 с.
- Квадрант тревоги нашей. Памятка для медсестры. К.: СМП «АВЕРС», 2014, 80 с.
- Азбука здоровья. Никополь. Принтхаус «Римм», 2014, 72 с.
- Трудное детство нервной системы. Издание 2 (переработанное и дополненное). К. Саммит-Книга, 2015, 272 с.
- Спондилез. Остеохондроз. Спондилоартроз. К. Саммит-Книга, 2015, 192 с.
- Особенности переходного возраста. Книга для родителей. К. Издательский дом Заславский, 2015, 152 с.
- Особенности переходного возраста. Книга для подростков. К. Издательский дом Заславский, 2015, 184 с.
- Дневник здоровья доктора Берсенева. К. Саммит-Книга, 2015, 170 с.
- Трудное детство нервной системы. К. Саммит-Книга, 2017, 272 с.
- У истоков японского чуда. Взгляд из Украины. К. Саммит-Книга, 2017, 96с.
- Грыжи межпозвонковых дисков. К. Саммит-Книга, 2018, 152 с.
- Боль в голове. К. Саммит-Книга, 2018, 128 с.
- Болезни и лекарства. К. Саммит-Книга, 2018, 208 с.

## Патенти
- А. С. 122986 /СССР/. «Способ лечения вертеброгенных радикуло-невралгий». — Заявлено 30.07.1983 г. № 3699585/28–13.
- А. С. 1202105 /СССР/. «Способ лечения люмбаго». — Заявлено 15.04.1983 г. № 3578321 /28–13. (Соавт. Л. В. Тарабанова, Т. Г. Редковец).
- А. С. 1016884 /СССР/. «Способ лечения больных с краниальными и шейными ганглионитами». — Заявлено 20.03.1980 г. № 2897664 /28–13. — Опубл. 23.07.1985 г. (Соавт. Ю. Н. Судаков, В. В. Коротченко, Е. С. Яворская).
- А. С. 1016885 /СССР/. «Способ лечения больных с вертеброгенными невритами и полиневритами». — Заявл. 28.07.1981г. № 3336961/28–13. (Соавт. Ю. Н. Судаков).
- А. С. 1043857 /СССР/. «Способ лечения больных с фантомно-болевыми синдромами после ампутации ноги». — Заявлено 28.07.1981г. № 3337785 /28–13.  (Соавт. О. А. Пятак, Ю. Н. Судаков).
- А. С. 1168190 /СССР/. «Способ диагностики остеохондроза позвоночника». — Заявлено 16.04.1983г. № 3582140/28–13. — Опубл. 23.07.1985г. Бюл. № 27. — (Соавт. Ю. Н. Судаков).
- А. С. 1233319 /СССР/. «Способ лечения больных вегетативными ганглионитами». — Заявлено 5.05.1980г. № 2936553/28–13. (Соавт. Ю. Н. Судаков, В. В. Коротченко).
- А. С. 1246446 /СССР/. «Способ лечения невралго-неврита большого поверхностного каменистого нерва и видиева нерва». — Заявлено 20.06.1983г. № 3607445/28–13. (Соавт. Ю. Н. Судаков).
- А. С. 1158198 /СССР/. «Способ лечения невралгии барабанного сплетения, невралго-неврита барабанного нерва и невралго-неврита малого поверхностного каменистого нерва». — Заявлено 1.07.1983г. № 3613771. — Опубл. 30.05.1985г. Бюл. № 20. (Соавт. Ю. Н. Судаков).
- А. С. 1187301 /СССР/. «Способ лечения гипертонической болезни». –Заявлено 3.05.1983г. (Соавт. О. А. Пятак).
- А. С. 1271515 /СССР/. «Способ лечения плече-лопаточного периартрита». — Заявлено 12.07.1983г.  № 3634080. — Опубл. 23.11.1986г. Бюл. № 43. (Соавт. Т. Г. Редковец).
- А. С. 1272537 /СССР/. «Способ лечения больных невралго-невритом блуждающих нервов». — Заявлено 22.04.1980г. № 2938587. — Опубл. 22.06.1986г. (Соавт. Ю. Н. Судаков, В. В. Коротченко).
- А. С. 1286206 /СССР/. «Способ лечения перинатальной енцефалопатии». — Заявлено 18.06.1984г. № 3768927. — Опубл. 1.10.1986г.
- Патент на корисну модель № 25683. «Спосіб лікування гриж та протрузій міжхребцевого диска L5-S1». Зареєстровано 10 серпня 2007 р.
- Патент на корисну модель № 33607. «Спосіб лікування перинатальної енцефалопатії». Зареєстровано 25 червня 2008 р.
- Патент на корисну модель № 51115. «Спосіб лікування неврологічних синдромів при остеохондрозі хребта». Зареєстровано 25 червня 2010 р.
- Свідоцтво реєстрації авторського права № 48472. «Периодическая система для медицины». Зареєстровано 26 березня 2013 р.
- Патент на корисну модель № 91316. «Спосіб реконструкції хребта у осіб з травмами спинного мозку». Зареєстровано 25 червня 2014 р.
- Свідоцтво на знак для товарів і послуг № 192966. «МЕТАМЕРНОЕ ЛЕЧЕНИЕ БЕРСЕНЕВА». Зареєстровано 10 листопада 2014 р.
- Свідоцтво на знак для товарів і послуг № 192967. «МЕТАМЕРНАЯ МЕТОДИКА БЕРСЕНЕВА». Зареєстровано 10 листопада 2014 р.
- Свідоцтво на знак для товарів і послуг № 192968. «МЕТАМЕР». Зареєстровано 10 листопада 2014 р.
- Свідоцтво на знак для товарів і послуг № 85833. «доктор БЕРСЕНЕВ». Зареєстровано 28 листопада 2016 р.
- Патент на корисну модель № 115674 «МАСАЖЕР». Зареєстровано 25 квітня 2017 р.
- Патент на корисну модель № 122811 «Спосіб вибору тактики лікування гриж та протрузій міжхребцевого диска L5-S1». Зареєстровано 25 січня 2018 р.

## Благодійність
У липні 2003 року був створений «Міжнародний благодійний фонд доктора Берсенєва [Архівовано 6 березня 2019 у Wayback Machine.]».
Фундація є неприбутковою організацією, яка надає медичну, фінансову, інформаційну допомогу в лікуванні, реабілітації та профілактиці дітям-інвалідам та малозабезпеченим людям, що страждають синдромами неврологічного характеру, проблемами регенерації нервової системи, стійкими патологічними станами. Також Фонд активно пропагує здоровий спосіб життя, сприяє впровадженню в практику досягнень медичної науки.

## Нагороди
- Орден Святого Рівноапостольного князя Володимира Великого 1-го ступеня (2004) — за заслуги з відродження духовності в Україні та утвердження Помісної Української Православної церкви
- Заслужений лікар України (2004)
- Міжнародна літературна премія «Тріумф» (2004) — за повість «Тримаю удар»
- Премія Євгена Чикаленка (2005) — за самовіддану діяльність, що сприяє національному відродженню в Україні
- Диплом міжнародної літературної премії імені великого князя Юрія Долгорукого (2005) — за документальну повість «Зберігаю самовладання»
- Орден Святого Миколая Чудотворця (2007) — за заслуги з відродження духовності в України та утвердження Помісної Української Православної Церкви
- Орден Святого Юрія Переможця (2008)
- Орден Христа Спасителя (2010)
- Почесна грамота Верховної Ради України (2014)
- Почесна грамота Міністерства охорони здоров'я України (2014) — за вагомий особистий внесок у розвиток охорони здоров'я та високий професіоналізм